# Toshiro Yamauchi
Toshiro Yamauchi (Buenos Aires, 27 de octubre de 1962) es un monje del budismo Zen, con amplios conocimientos en Shiatzu, músico y actor argentino de ascendencia japonesa. En 1982 fue reclutado por el ejército argentino para combatir en la guerra de Malvinas. Es popularmente conocido por su participación como actor en la película argentina "Un Buda". Durante su ordenación como bodhisattva recibió el nombre de Taigen.

## Biografía
Toshiro Yamauchi nació en la ciudad de Buenos Aires el 27 de octubre de 1962, siendo nieto de inmigrantes japoneses por parte de la familia de su padre, quien le acercara desde temprana edad textos de budismo del maestro Suzuki. Yamauchi cursó sus estudios primarios y secundarios en un colegio de habla hispana. A los 7 años de edad sus compañeros de escuela solían llamarlo bajo el epíteto de "japonés" de modo despectivo, motivo por el cual su abuelo, llevó a él y a toda su familia a Japón cuando Toshiro tenía para ese entonces 9 años, a que conocieran la cultura de ese país. Estando en Japón Toshiro se sorprendió de los adelantos tecnológicos del país del sol naciente. A partir de allí él sentiría un auténtico orgullo por la cultura japonesa.
Posteriormente comenzó a desarrollar su camino espiritual cuando visitó los jardines del templo del Río Hanji. 
De regreso en Argentina entre los años 1976 y los primeros años de la década de los 80s, Toshiro se dedicó a formar bandas de rock hasta que al término de  sus estudios secundarios fue reclutado para combatir en la guerra de Malvinas. Pese a que en su familia  existía una tradición militar y un tío suyo, japonés, había participado en la Segunda Guerra Mundial, desapareciendo en acción en las Filipinas, Toshiro no deseaba seguir una carrera militar sino que soñaba con ser actor y el único motivo por el cual lo reclutaron fue debido a que en ese momento él había cursado el servicio militar obligatorio en el regimiento 3 de La Tablada.  
Estando en Puerto Argentino/Stanley un párroco católico se acercó a verlo y le ofreció regresar a Buenos Aires, pero Yamauchi se rehusó a volver porque no soportaba la idea de dejar a sus compañeros del ejército librados a su propia suerte.  Al respecto Yamauchi afirmaba que “O volvíamos todos o nos quedábamos. Hubiese sido un honor morir en las islas porque amo a este país (Argentina), pero en aquel entonces sentí alegría de haber sobrevivido. No veía la hora de volver a mi casa”.
La experiencia de estar al frente en el campo de batalla, el hambre, el frío, la tensión de la espera y la muerte de muchos de sus compañeros le causaron severos efectos psicológicos que perduraron durante muchos años. 
Cuando regresó de la guerra, recibió al igual que otros excombatientes la indiferencia de la sociedad, que conjuntamente con el reencuentro de algunos de sus viejos amigos y algún desengaño amoroso lo llevaron a formar en 1987 la banda de rock Luis XV donde Yamauchi se desempeñó como cantante, poeta y autor. También estudió artes escénicas en el teatro escuela del barrio de San Telmo.
La banda tuvo un repentino éxito y su tema cabecera, "Me enamoré de una morocha" comenzó a oírse en diversas radios a nivel local. Habiendo sido invitado por el conductor Marcelo Tinelli en varias ocasiones a actuar con su banda a nivel televisivo y tras representar a Argentina, junto a músicos como Charly García y la banda La Portuaria, en giras internacionales por Europa, se separó de la banda en Francia, mientras el resto de la agrupación viajaba hacia Londres.

## Monje Zen
El haber sobrevivido a la guerra, y tras reflexionar sobre la vida, Toshiro Yamauchi desarrolló una ambición espiritual por querer cambiar el mundo y al comienzo pensaba que el arte sería el camino para llevar a cabo tal propósito. Pero luego su búsqueda lo llevaría hacia el Budismo Zen lo cual él mismo considera una "manera más abarcativa y masiva de cambiar el mundo".
Fue precisamente durante una gira por Francia que Yamauchi se interesó por acercarse a un monje Zen discípulo de otro maestro del budismo Zen que él admiraba, Taisén Deshimaru. Se trataba del maestro Kosen Thibaut que residía en Francia. A partir de ese entonces comienza a practicar el Zen bajo la tutela de Kosen Thibaut, a quien Yamauchi solía referirse como "sorpresa pura". Una vez en Argentina nuevamente, comienza entonces a organizar retiros junto a otros monjes Zen.
En 1994 recibe la ordenación de bodhisattva, donde le es asignado el nombre Taigen. Posteriormente en 1997 recibe la ordenación de monje con el nombre To shi.  
Toshiro se desempeñó como presidente de la Asociación Zen de América Latina durante un período de 8 años. Asimismo fue designado por el maestro Kosen como responsable del Dojo Zen de Buenos Aires desde el año 2002. 
En 2005 fue convocado para protagonizar la película argentina "Un Buda" considerada la ópera prima del director, guionista y actor Diego Rafecas, una película dramática cuya trama se desarrolla entre otras locaciones, en el templo Zen Shobogenji de Capilla del Monte, Córdoba. En el film Yamauchi lleva a cabo el papel del maestro roshi del templo del cual el protagonista, Tomás, un joven con una gran demanda espiritual, desea ser su discípulo.  Diego Rafecas es también monje Zen y fue ordenado como tal, conjuntamente con Yamauchi. El film "Un Buda" representó el debut cinematográfico de Yamauchi, recibiendo críticas mayoritariamente positivas tanto el film como su actuación.
También en 2005 participa en el documental sobre el budismo Soto Zen "El canto del dragón".
En la vida real, el templo de Shobogenji fue construido bajo la tutela del maestro Kosen en 1997, participando Yamauchi junto a diversos monjes en el erguimiento del mismo.  Shobogenji es el primer templo zen de América Latina.
En octubre de 2016, Toshiro recibió la transmisión del Dharma (Shiho) del maestro Kosen en el templo Shobogenji, Argentina.